# ۵۵۱ (قمری)
۵۵۱ (قمری)، پانصد و پنجاه و یکمین سال در گاهشماری هجری قمری است. اول محرم این سال برابر با سوم مارس سال ۱۱۵۶ میلادی است.

## رویدادها
- نگارش کتاب مقامات حمیدی توسط حمیدی بلخی[۱]